# 1785

## أحداث
- تأسيس مدينة سيدني وتقع حاليا في كندا.
- تأسيس مدينة فريدريكتون على يد أكاديون (كندا) وتقع حاليا في كندا.
- 25 فبراير: تأسيس مدينة فالي دي لا باسكوا [الإنجليزية] وتقع حاليا في فنزويلا.
- بداية الحرب الهندية الشمالية الغربية في 1785 والتي انتهت في 1795.
- بداية حروب الشيشان في 1785 والتي انتهت في 2017.

## مواليد
- بوكلير موسكاو
- جيمس توماس
- عارف حكمت
- فيليب ألين
- لويس السابع عشر
- محمود الثاني
- نافيير
- عبد الله بن سعود بن عبد العزيز بن محمد آل سعود

## وفيات
- ابن الست